# Kaarlo Väkevä
Kaarlo Olavi Väkevä (* 2. März 1909 in Jakobstad; † 27. März 1932 in Aalborg) war ein finnischer Amateurboxer. 

## Werdegang
Väkevä nahm an den Olympischen Sommerspielen 1928 in Amsterdam teil. Im Viertelfinale des olympischen Boxturniers im Federgewicht unterlag er dem US-amerikaner Harold Devine nach Punkten.
Bei den Boxeuropameisterschaften 1930 in Budapest gewann Väkevä die Bronzemedaille. 
Am 27. März 1932 verlor Väkevä unmittelbar nach einem Kampf gegen den Dänen Rye Hougaard in Aalborg das Bewusstsein und verstarb auf dem Weg ins Krankenhaus an einer Hirnblutung.